# Agadez
Agadez (también llamada Agadés) es una comuna urbana de Níger situada en el desierto del Sahara, en el centro del país, al suroeste de las montañas de Aïr. Es la capital de la región homónima y, dentro de la misma, pertenece al departamento de Tchirozérine. En diciembre de 2012 presentaba una población de 118,240 habitantes.
Históricamente, fue muy importante por ser la capital de la región de Aïr, una de las federaciones tradicionales de los Tuareg. En 2013, la Unesco decidió nombrar el centro histórico de Agadez como Patrimonio de la Humanidad.

## Historia
Agadez fue fundada antes del siglo XIV y gradualmente se convirtió en la ciudad más importante de los tuaregs, restando importancia a Assodé. Creció gracias al transporte y el comercio transahariano. Su economía se basaba en la sal de Bilma, que traían las caravanas.
En 1449, Agadez se convirtió en un sultanato, mientras que alrededor del año 1500 fue conquistada por el Imperio songhai. En aquel momento, la ciudad tenía una población de alrededor de 30.000 personas y era un paso principal para las caravanas medievales que comerciaban entre las ciudades africanas del oeste de Kano y de Tombuctú y los oasis africanos del norte de Ghat, Ghadames, y Trípoli, en la costa mediterránea. El declive empezó después de la invasión marroquí, y la población se hundió a menos de 10 000 habitantes.

## Inicio del "camino del infierno"
Muy a menudo, Agadez, en el borde del desierto del Teneré, es el punto de partida de lo que los migrantes subsaharianos llaman "el camino del infierno", es decir, la travesía del desierto de Libia hasta Sabha. Se trata de una extensión de terreno muy difícil de cruzar, a cargo de los traficantes, muchas personas no consiguen atravesarlo. 
Hay un testimonio de un joven que ha conseguido cruzarlo y describe este desierto como un cementerio debido a la gran cantidad de cadáveres que vio.